# Leeds United FC
Leeds United FC is een Engelse professionele voetbalclub uit Leeds, West Yorkshire. De club is opgericht in 1919 na de opheffing van Leeds City FC en speelt zijn wedstrijden op Elland Road. Ze spelen vanaf seizoen 2025/26 in de Premier League, de hoogste klasse van het Engels voetbalsysteem.

## Geschiedenis

### Voorloper
Leeds City Football Club werd opgericht in 1904 en wordt beschouwd als de voorloper van de huidige club. Al in oktober 1904 begon Leeds City op Elland Road te spelen, waar tot op de dag van vandaag ook haar opvolger actief is. Dit was het voormalige onderkomen van een opgedoekt rugbyteam. Toen de Second Division van de Football League in 1905 werd uitgebreid naar twintig deelnemende clubs werd Leeds City toegelaten, samen met onder meer Chelsea. Leeds was tot dat moment de grootste Engelse stad zonder professioneel voetbalteam.
In april 1912 werd Herbert Chapman aangesteld als trainer. Chapman bleef aan tot 1919 maar wist geen successen te behalen, iets wat hem later bij Huddersfield Town en Arsenal wel lukte. Een teleurgestelde oud-speler, Charlie Copeland, diende een klacht in bij de Football League over illegale betalingen aan spelers tijdens de Eerste Wereldoorlog. Hoewel er geen bewijs werd gevonden, werd Leeds City gestraft door middel van ontbinding. Port Vale nam de plaats in van Leeds City in de Second Division. Op een veiling werden alle activa van de club geveild.

### Nieuwe start
Vlak nadat Leeds City werd ontbonden werd er een nieuwe club opgericht; Leeds United Football Club. Zij gingen deelnemen aan de Midland League en kochten voor 250 pond Elland Road terug van Yorkshire Amateurs AFC, wat het stadion eerder had aangekocht tijdens de opheffingsveiling van Leeds City. Huddersfield Town-voorzitter Hilton Crowther besloot zijn aandacht en vermogen te verleggen naar Leeds United en leende de club 35 duizend pond, die pas hoefde te worden terugbetaald na promotie naar de First Division. Crowther was voorzitter van Leeds United van 1919 tot 1924.

### Football League deelname
Op 31 mei 1920 werd Leeds United officieel toegelaten tot de Football League. In de beginjaren bouwde de club gestaag aan succes in de Second Division. In 1924 wist Leeds United voor het eerst in haar bestaan te promoveren naar het hoogste niveau. Echter duurde het verblijf in de First Division slechts drie seizoenen, waarna hoofdtrainer Arthur Fairclough besloot te vertrekken. Onder leiding van de teruggekeerde Dick Ray, die aanbleef tot 5 maart 1935, promoveerde en degradeerde de club tweemaal. Bij zijn vertrek was Leeds United actief in de First Division, waarin het tot net na de Tweede Wereldoorlog actief was toen het onder diens opvolger Billy Hampson in 1947 degradeerde.
Leeds United nam deel aan de Second Division tot 1956 toen ze opnieuw promoveerde naar de First Division, geleid door sterspeler John Charles. Charles had grote ambities, maar hoofdtrainer Raich Carter slaagde er niet in deze te ondersteunen. Hierop werd Charles voor 65 duizend pond verkocht aan het Italiaanse Juventus, destijds een wereldrecord. Als gevolg van het verlies van de bepalende speler werden de resultaten van het team slechter en dat resulteerde in een degradatie in 1960.

### Prijzenpakker

#### Don Revie
In maart 1961 werd voormalig speler Don Revie aangesteld als trainer. Bij zijn aantrede kende de club financiële moeilijkheden en wisten ze zich pas op de laatste speeldag te handhaven in de Second Division. Revie implementeerde een jeugdplan en veranderde de tenue kleuren in volledig wit, naar voorbeeld van Real Madrid. Hij leidde het team terug naar de First Division door in 1963/64 kampioen te worden op het tweede niveau.
Bij haar terugkeer op het hoogste niveau behaalde Leeds United het beste resultaat in de clubgeschiedenis tot dat moment. Het eindigde namelijk als tweede in de First Division, achter rivaal Manchester United, en behaalde het voor de eerste keer de FA Cup-finale. Deze finale werd na verlenging met 2-1 verloren van Liverpool. Het daaropvolgende seizoen eindigde Leeds United wederom als tweede in de competitie. Daarnaast nam het deel aan de Jaarbeursstedenbeker, waarin het in de halve finales werd uitgeschakeld door Real Zaragoza. In 1967 en 1968 eindigde The Whites als vierde. In 1968 werden ook de eerste hoofdprijzen gewonnen toen beslag werd gelegd op de League Cup en de Jaarbeursstedenbeker.
Nadat er nationale en internationale bekers gewonnen waren besloot Revie de focus te leggen op de nationale competitie. Toen concurrent Liverpool op Anfield op een 0-0 gelijkspel werd gehouden was het team verzekerd van haar eerste landskampioenschap. Aanvoerder Billy Bremer was in deze jaren van onschatbare waarde voor de ploeg, evenals Terry Cooper en Mick Jones. Het team zette dat kampioensjaar een aantal records neer, waaronder meeste punten (67), meeste overwinningen (27), minste nederlagen (2) en meeste thuispunten (39). Een nog altijd staand clubrecord is een reeks van 34 wedstrijden op rij die niet werden verloren.
In 1969/70 werd er een poging gedaan een treble te bewerkstelligen. Echter ging het op alle drie de fronten uiteindelijk mis voor de club. Het eindigde in de First Division achter Everton, verloor de FA Cup-finale van Chelsea en werd in de halve finale van de Europacup I uitgeschakeld door Celtic. Ook in de jaren die volgde lukte het telkens net niet een prijs te winnen, wat Leeds United langzaam de reputatie begon te geven dat wordt gekenmerkt door onderpresteren. Het team, dat op het hoogtepunt in 1970 bestond uit zeventien internationals kwam namelijk vaak dicht bij succes, om vervolgens het dan net niet te halen. In 1972 werd er nog wel een FA Cup gewonnen.
Nadat Revie opnieuw de avances van andere clubs had afgewezen in de zomer van 1973 leidde hij het team dat seizoen naar een nieuwe landstitel. Met een voorsprong van vijf punten eindigde het op de eerste plaats voor Liverpool. Na afloop van het seizoen besloot Revie aan de slag te gaan als bondscoach van Engeland.

#### Opvolging
Leeds United verraste iedereen door een uitgesproken criticus van Revie's werk, Brian Clough, aan te stellen als zijn opvolger. Zijn dienstverband bij de club begon uitermate slecht. In de strijd om het Charity Shield werden Billy Bremner en Kevin Keegan van het veld gestuurd wegens vechten en verloor de ploeg uiteindelijk na strafschoppen van Liverpool. Nadat ook de competitieresultaten tegenvielen werd besloten na slechts 44 dagen al afscheid te nemen van Clough.
Voormalig Engeland-aanvoerder Jimmy Armfield trad aan als zijn vervanger. Armfield begeleidde het verouderde team naar de Europacup I-finale van 1975 die werd verloren van Bayern München. Hoewel een verjongd team haar positie in de First Division wist te behouden kon Leeds United de resultaten onder Revie niet te evenaren. Het uitblijven van succes zorgde ervoor dat het bestuur besloot in te grijpen en Jock Stein aanstelde als hoofdtrainer. Ook Stein vertrok na slechts 44 dagen om bondscoach van Schotland te worden. Ook Jimmy Adamson en Allan Clarke wisten de resultaten niet te verbeteren, waarna degradatie volgde in 1982.
Met het gebrek aan financiële slagkracht om het team te versterken concentreerde hoofdtrainer Eddie Gray zich op de ontwikkeling van jeugdspelers. Hij slaagde er echter niet in om promotie te bewerkstelligen. Voormalig sterspeler Billy Bremner moest het tij keren en hoewel Leeds United onder zijn leiding de play-offs bereikte, slaagde ook hij niet in de missie om terug te keren op het hoogste niveau.

### Premier League-voetbal
In oktober 1988, met Leeds United op de 21e plaats in de Second Division, werd Howard Wilkinson aangetrokken als hoofdtrainer. Hij kreeg meer geld om te spenderen om promotie af te dwingen. Onder zijn leiding wist het team degradatie te ontlopen en werd het team in maart 1989 versterkt met Gordon Strachan, die overkwam van Manchester United voor 300 duizend pond. De Schotse middenvelder, die direct werd benoemd tot aanvoerder, hielp Leeds United naar de titel op het tweede niveau te leidden.
In het eerste seizoen terug in de hoogste divisie eindigde Leeds United als vierde. Het bestuur stelde Wilkinson daarom nog meer geld ter beschikking en onder meer Éric Cantona en Tony Dorigo kwamen de club versterken. Dit resulteerde in 1992 in een nieuwe landstitel, waarbij het ernaar uit zag dat de club weer een belangrijke factor in het Engelse voetbal zou worden. Lee Chapman was een bepalende speler in het successeizoen 1991/1992. Chapman scoorde zestien doelpunten waarvan twee hattricks. Zijn aanvalspartner Rod Wallace, die zeven seizoenen voor de club uitkwam, scoorde elf doelpunten.
| Doel |                  |
| Vlag van Engeland | John Lukic       |
| Vlag van Engeland | Mervyn Day       |
| Verdediging |                  |
| Vlag van Engeland | Rob Bowman       |
| Vlag van Engeland | Tony Dorigo      |
| Vlag van Engeland | Chris Fairclough |
| Vlag van Ierland | Gary Kelly       |
| Vlag van Malta | Dylan Kerr       |
| Vlag van Noord-Ierland | John McClelland  |
| Vlag van Engeland | Jon Newsome      |
| Vlag van Engeland | Mel Sterland     |
| Vlag van Engeland | Ray Wallace      |
| Vlag van Engeland | Mike Whitlow     |
| Vlag van Engeland | David Wetherall  |
| Vlag van Engeland | Chris Whyte      |
| Middenveld |                  |
| Vlag van Engeland | David Batty      |
| Vlag van Engeland | Simon Grayson    |
| Vlag van Engeland | Steve Hodge      |
| Vlag van Engeland | Chris Kamara     |
| Vlag van Schotland | Gary McAllister  |
| Vlag van Engeland | Scott Sellars    |
| Vlag van Engeland | Glynn Snodin     |
| Vlag van Wales | Gary Speed       |
| Vlag van Schotland | Gordon Strachan  |
| Vlag van Engeland | Mark Tinkler     |
| Vlag van Engeland | Andy Williams    |
| Aanval |                  |
| Vlag van Engeland | Tony Agana       |
| Vlag van Frankrijk | Éric Cantona     |
| Vlag van Engeland | Lee Chapman      |
| Vlag van Engeland | Bobby Davison    |
| Vlag van Engeland | Carl Shutt       |
| Vlag van Engeland | Imre Varadi      |
| Vlag van Engeland | Rod Wallace      |
| Vlag van Engeland | Noel Whelan      |
| 1. 2. 3. 4. 5. 6. |                  |
| Lukic Sterland Fairclough Whyte Dorigo McAllister Strachan Speed Cantona Wallace Chapman                                   |                  |
| Opstelling van Leeds United met spelers die het meest gebruikt werden door Howard Wilkinson tijdens het seizoen 1991/1992. |                  |

Echter betekende het nieuwe zilverwerk geen startsignaal van een nieuwe succesperiode. Zo eindigde het seizoen na de landstitel als zeventiende in de nieuwe Premier League. In de jaren daarna behaalde Leeds United tweemaal de vijfde plaats en een dertiende plaats. Gary Speed en David Batty vertrokken en ondanks het aantrekken van onder anderen Lee Bowyer en Nigel Martyn ging het niet beter. Toen er in 1996/97 met 0-4 werd verloren van Manchester United werd er afscheid genomen van Wilkinson.
George Graham volgde Wilkinson op. Onder anderen Jimmy Floyd Hasselbaink en Harry Kewell maakten naam in de tijd onder Graham, maar die vertrok naar Tottenham Hotspur. Onder diens opvolger, David O'Leary, leek het weer beter te gaan met Leeds United. Talentvolle spelers als Jonathan Woodgate braken door. Zo eindigde het nooit buiten de top vijf in de Premier League en kwalificeerde het zich voor de UEFA Cup en Champions League, waarin ze reikten tot de halve finales.

### Financiële problemen
Om het echte succes dan toch te behalen werd er veel geld uitgegeven en werden er grote leningen uitgegeven door voorzitter Peter Ridsdale. De financiële impuls resulteerde niet in kwalificatie voor de Champions League, waardoor de club niet voldoende geld binnenkreeg om de leningen terug te betalen. Het eerste signaal van financiële problemen voor Leeds United tekende zich af toen Rio Ferdinand voor dertig miljoen pond werd verkocht aan rivaal Manchester United. Ridsdale en hoofdtrainer O'Leary raakte in onmin met elkaar, wat resulteerde in het ontslag van O'Leary. Terry Venables tekende in de zomer van 2002 als hoofdtrainer van Leeds United. De resultaten bleven slecht en meer spelers moesten verkocht worden om de leningen af te betalen. Ook diens opvolgers wisten niet te voorkomen dat Leeds United uiteindelijk degradeerde naar het Championship in 2004.
In 2005 kocht Ken Bates, eerder eigenaar van Chelsea, vijftig procent van de aandelen van Leeds United. Een nieuwe impuls gaf dit echter niet aan de club die steeds verder afgleed. Op 28 april 2007 volgde er zelfs degradatie naar de League One.
Enkele weken later, op 20 juli 2007, werd bekend dat de spelers al zes weken geen salaris meer hadden ontvangen en dat de schuldenlast van de club was opgelopen tot rond de 100 miljoen euro. Door de financiële problemen kreeg Leeds United vijftien punten aftrek. Dit maakte de club meteen goed door de eerste dertien wedstrijden ongeslagen te blijven. Na een wat mindere periode halverwege het seizoen leek promotie ver weg. Desalniettemin plaatste het zich wel voor de play-offs. Het reikte tot de finale, maar daarin was Doncaster Rovers te sterk.
Het seizoen 2008/09 begint onder leiding van Gary McAllister goed voor Leeds United, maar valt daarna, voornamelijk vanwege slechte resultaten in uitwedstrijden, even terug. Begin november stond de ploeg op de tweede plaats, maar door het afzakken tot de negende positie op de ranglijst besloot de club afscheid te nemen van McAllister. Zijn opvolger Simon Grayson begeleidde eerder Blackpool met succes naar het Championship. Ook bij Leeds United lukt hem dit uiteindelijk. In zijn eerste volledige seizoen, 2009/10, wist het team als tweede te eindigen waardoor het een directe promotie naar het Championship had behaald. Hiervoor moest op de laatste speeldag van Bristol Rovers gewonnen worden. De wedstrijd in een uitverkocht Elland Road eindigde in een 2-1 overwinning voor The Whites.

### Overnames

#### GFH Capital
Op Eerste kerstdag 2010 stond Leeds United op de tweede plaats in de competitie, maar eindigde dat seizoen als zevende waardoor het op een haar na de play-offs om promotie naar de Premier League mistte. In mei 2011 werd bekend dat Ken Bates de club volledig in handen had gekregen. Op 1 februari 2012 werd Grayson de laan uit gestuurd, hij werd verantwoordelijk gehouden voor het uitblijven van perspectief op promotie. Enkele dagen later werd Neil Warnock aangesteld als zijn opvolger. Hij leidde de club in het seizoen 2011/12 naar een teleurstellende veertiende plaats.
In november 2012 werd bekend dat de club opnieuw van eigenaar zou wisselen als in december van dat jaar GFH Capital Limited, een investeringsmaatschappij uit Dubai, alle aandelen van Leeds United in handen zou krijgen. Ondanks de overname en de financiële slagkracht kende het team een middelmatig seizoen waarin het op de dertiende plaats eindigde. Zes wedstrijden voor het einde van het seizoen vertrok Warnock alweer. In de zomer van 2013 besloot voorzitter en voormalig eigenaar, Ken Bates, de club te verlaten na een conflict over bestedingen.

#### Eleonora Sport
Leeds United begon het seizoen 2013/14, met Brian McDermott aan het roer, wisselvallig. In januari 2014 probeerde een groep investeerders, onder de naam Sport Capital, 75 procent van de aandelen in handen te krijgen. Deze overname ketste echter af doordat enkele investeerders onvoldoende financiële steun konden garanderen. Een maand later kwam het alsnog tot een overname toen Eleonora Sport Limited, eigendom van de Italiaanse-ondernemer Massimo Cellino, 75 procent van de aandelen overnam. Cellino werd echter verdacht van belastingontduiking, waarop de English Football League besloot de overname on hold te zetten. Dit resulteerde erin dat Leeds United in maart 2014 de salarissen niet meer kon betalen. In april 2014 verwierp de Queen's Counsel het besluit van de Football League, waardoor de overname op 10 april 2014 alsnog rond werd gemaakt. Het team eindigde dat roerige seizoen op een teleurstellende vijftiende plaats, waarna trainer McDermott besloot te vertrekken.
De onervaren Dave Hockaday werd binnengehaald als hoofdtrainer, maar hij wist het slechts zeventig dagen vol te houden. Diens opvolger hield het ook niet erg lang vol, want die werd na een maand alweer ontslagen door Cellino. Het seizoen 2014/15 eindigde voor Leeds United opnieuw op een vijftiende plaats op de ranglijst.
Clubeigenaar Cellino werd geschorst naar aanleiding van een rechtszaak in Italië om belastingontduiking, waarbij hij aankondigde niet terug te keren bij Leeds United na zijn schorsing. Op 30 oktober 2015 bereikte Cellino een principe akkoord met Leeds Fans United voor de verkoop van een meerderheidsaandeel in de club. Toen hem werd gevraagd zich wettelijk te verbinden aan een exclusiviteitsperiode om het due diligence-onderzoek te laten beginnen, deed hij afstand.

#### Andrea Radrizzani
Op 2 juni 2016 werd Garry Monk aangesteld als hoofdtrainer. Onder zijn leiding verbeterde de resultaten van het team. Het liep wel deelname aan de play-offs mis doordat het uiteindelijk als zevende eindigde. Buiten het veld bleef het onrustig rond Leeds United. Opnieuw werd er van eigenaar gewisseld toen Andrea Radrizzani vijftig procent van de aandelen overnam van zijn landgenoot Cellino. In mei 2017 volgde een volledige overname van het complete aandelenpakket door Radrizzani.
Voormalig Spaans-international Thomas Christiansen werd aangetrokken als opvolger van de opgestapte Monk. Dit werd gevolgd door de overname van Elland Road en van Leeds United Ladies, waardoor beide voetbaltakken weer onder een organisatie vielen. Na een slechte reeks resultaten werd er in februari 2018 afscheid genomen van de Spaanse hoofdtrainer. Paul Heckingbottom leidde het team uiteindelijk naar de dertiende plaats.
De Argentijnse Marcelo Bielsa werd op 15 juni 2018 aangekondigd als trainer van Leeds United. Onder El Loco kende het team een indrukwekkende start waarin het samen met Norwich City lange tijd de bovenste twee posities op de ranglijst bezette. Echter dwong een slechte reeks aan het einde van het seizoen Leeds United deel te nemen aan de play-offs. Hierin was Derby County in de eerste ronde direct te sterk. Een jaar later lukte het Bielsa wel het team naar de Premier League te leiden door kampioen te worden in het Championship. Hierdoor keerde de club na zestien seizoenen terug op het hoogste niveau.
In haar eerste seizoen terug in de Premier League wist het team een eindklassering in het linkerrijtje te bewerkstelligen. Het daaropvolgende seizoen verliep minder succesvol en resulteerde in het ontslag van Bielsa in februari 2022. De Amerikaan Jesse Marsch volgde hem op en wist de club te behouden voor de Premier League. Een jaar na zijn aanstelling werd Marsch op straat gezet door Leeds United toen het opnieuw in de degradatiezone bivakkeerde. Ook Javi Gracia kon het tij niet keren, waardoor de club nog een poging waagde degradatie te ontlopen met Sam Allardyce aan het roer tijdens de laatste wedstrijden van het seizoen. Dit had echter niet het gewenste resultaat.

#### 49ers Enterprises
Terug in het Championship besloot Leeds United niet verder te gaan met Allardyce. Daniel Farke, voormalig trainer van Norwich City, werd aangesteld als zijn opvolger. Farke wist tweemaal het Championship te winnen met The Canaries. Een titel die hij ook met Leeds United moest gaan behalen. Op 18 juli 2023 werd bekendgemaakt dat 49ers Enterprises, het bedrijf achter de NFL-club San Francisco 49ers, alle aandelen van Radrizzani zou overnemen. 49ers Enterprises had zich reeds in mei 2018 ingekocht en bezat 44 procent van de aandelen en nam de resterende 56 procent over van de Italiaanse zakenman.
Het team van Farke begon matig aan het seizoen 2023/24, maar klom gestaag op richting de top drie. Het streed met Leicester City en Ipswich Town om directe promotie, maar Leeds United eindigde uiteindelijk op een play-off plaats. Het versloeg Norwich City in de halve finale, maar op Wembley werd met 0-1 verloren van Russell Martin's Southampton. Na afloop van het seizoen werd bekend dat Red Bull zich had ingekocht bij de club en vanaf het seizoen 2024/25 tevens als shirtsponsor zou fungeren. Hiermee kreeg het Oostenrijkse concern na Red Bull Salzburg, New York Red Bulls en RB Leipzig opnieuw een (deel van een) voetbalclub in handen. Leeds United zou het huidige logo en de clubkleuren behouden en zich wat dat betreft niet aanpassen aan de andere Red Bull-clubs. In april 2025 bewerkstelligde Leeds United promotie terug naar de Premier League.

## Erelijst
| Competitie                      | Aantal         | Jaren            |                |                |                |
| Internationaal                  | Internationaal | Internationaal   | Internationaal | Internationaal | Internationaal |
| ------------------------------- | -------------- | ---------------- | -------------- | -------------- | -------------- |
| Jaarbeursstedenbeker            | 2x             | 1968, 1971       |                |                |                |
| Nationaal                       |                |                  |                |                |                |
| Football League First Division  | 3x             | 1969, 1974, 1992 |                |                |                |
| FA Cup                          | 1x             | 1972             |                |                |                |
| Football League Cup             | 1x             | 1968             |                |                |                |
| FA Charity Shield               | 2x             | 1969, 1992       |                |                |                |
| Football League Championship    | 2x             | 2020, 2025       |                |                |                |
| Football League Second Division | 3x             | 1924, 1964, 1990 |                |                |                |

## Stadion

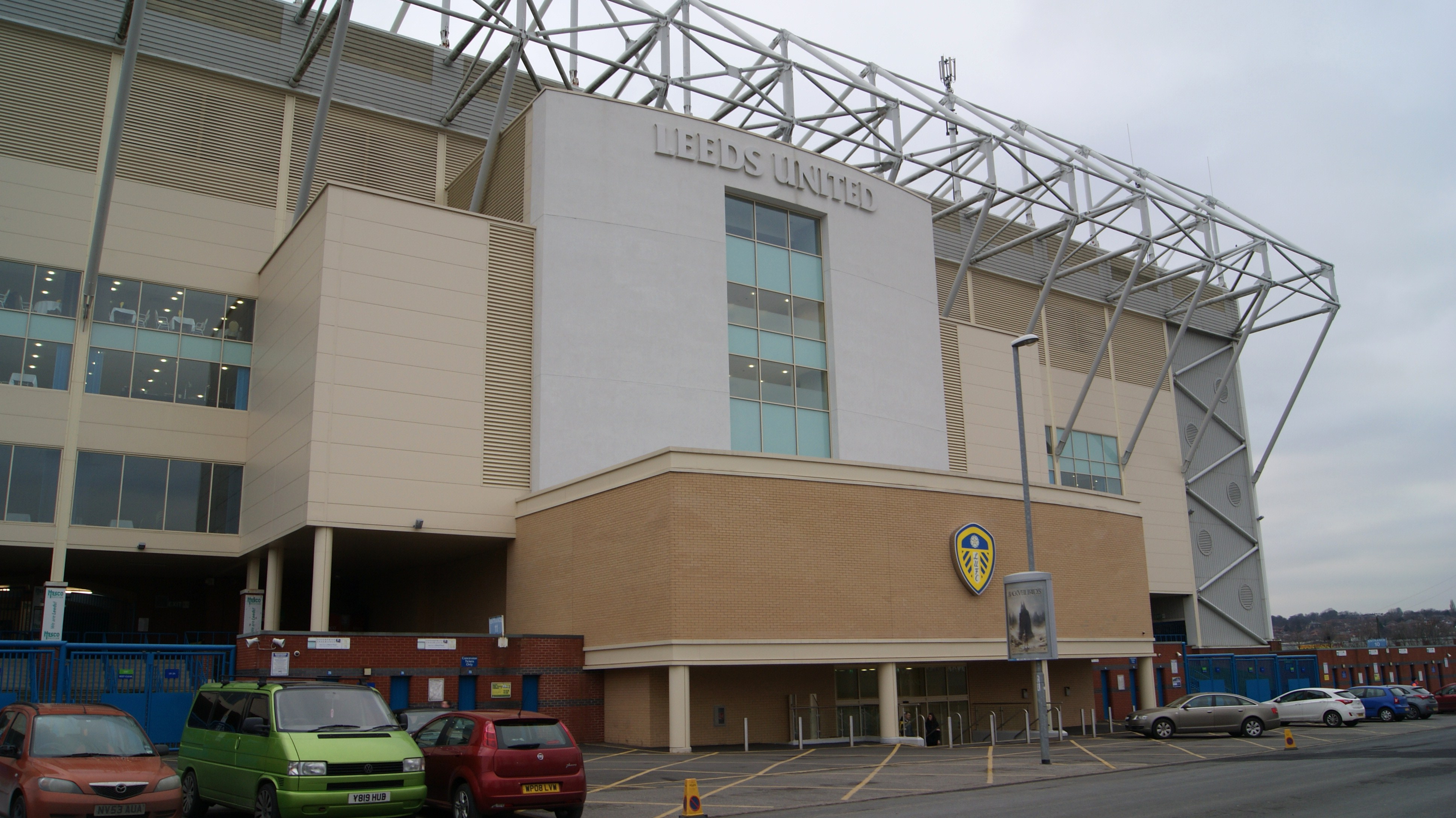
De East Stand van Elland Road

### Elland Road
Elland Road is sinds de oprichting van Leeds United, en diens voorganger Leeds City, de thuisbasis van de club. Anno 2024 biedt het plaats aan 37.608 toeschouwers. Oud-aanvoerder Billy Bremner en voormalig succestrainer Don Revie kregen een standbeeld voor het stadion.

## Eerste elftal

### Selectie
| Nr.           | Naam                  | Sinds      | Contract   | Vorige club          |
| Doelmannen    | Doelmannen            | Doelmannen | Doelmannen | Doelmannen           |
| ------------- | --------------------- | ---------- | ---------- | -------------------- |
| 1             | Illan Meslier         | 2020       | 2026       | FC Lorient           |
| 21            | Alex Cairns           | 2024       | 2026       | Salford City FC      |
| 26            | Karl Darlow           | 2023       | 2026       | Newcastle United FC  |
|               | Lucas Perri           | 2025       | 2029       | Olympique Lyon       |
| Verdedigers   |                       |            |            |                      |
| 2             | Jayden Bogle          | 2024       | 2028       | Sheffield United FC  |
| 3             | Gabriel Gudmundsson   | 2025       | 2029       | Lille OSC            |
| 4             | Ethan Ampadu          | 2023       | 2027       | Chelsea FC           |
| 5             | Pascal Struijk        | 2020       | 2027       |                      |
| 6             | Joe Rodon             | 2024       | 2028       | Tottenham Hotspur FC |
| 15            | Jaka Bijol            | 2025       | 2030       | Udinese              |
| 23            | Sebastiaan Bornauw    | 2025       | 2029       | VfL Wolfsburg        |
| 25            | Sam Byram             | 2023       | 2026       | Norwich City FC      |
| 33            | Isaac Schmidt         | 2024       | 2028       | FC St. Gallen        |
| Middenvelders |                       |            |            |                      |
| 8             | Sean Longstaff        | 2025       | 2029       | Newcastle United FC  |
| 11            | Brenden Aaronson      | 2022       | 2027       | Red Bull Salzburg    |
| 18            | Anton Stach           | 2025       | 2029       | TSG 1899 Hoffenheim  |
| 22            | Ao Tanaka             | 2024       | 2028       | Fortuna Düsseldorf   |
| 42            | Sam Chambers          | 2025       | 2028       |                      |
| 44            | Ilia Groejev          | 2023       | 2027       | Werder Bremen        |
|               | Sam Greenwood         | 2022       | 2026       |                      |
|               | Darko Gyabi           | 2022       | 2026       | Manchester City FC   |
| Aanvallers    |                       |            |            |                      |
| 7             | Daniel James          | 2021       | 2029       | Manchester United FC |
| 9             | Dominic Calvert-Lewin | 2025       | 2028       | Everton FC           |
| 10            | Joël Piroe            | 2023       | 2027       | Swansea City AFC     |
| 14            | Lukas Nmecha          | 2025       | 2027       | VfL Wolfsburg        |
| 17            | Largie Ramazani       | 2024       | 2028       | UD Almería           |
| 29            | Wilfried Gnonto       | 2022       | 2028       | FC Luzern            |
| 38            | Jack Harrison         | 2021       | 2028       | Manchester City FC   |
|               | Patrick Bamford       | 2018       | 2026       | Middlesbrough FC     |

Laatste update: 19 augustus 2025

### Staf
| Functie            | Naam             | Sinds | Contract | Vorige club              |
| ------------------ | ---------------- | ----- | -------- | ------------------------ |
| Hoofdtrainer       | Daniel Farke     | 2023  | 2027     | Borussia Mönchengladbach |
| Assistent-trainers | Christopher John | 2023  | 2027     | Borussia Mönchengladbach |
| Assistent-trainers | Edmund Riemer    | 2023  | 2027     | Borussia Mönchengladbach |
| Keeperstrainer     | Ed Wootten       | 2023  |          | Norwich City FC          |

Laatste update: 19 augustus 2025

## Overzichtslijsten

### Competitieresultaten sinds 1947
- 1947 22e
First Division
- 1948 18e
Second Division
- 1949 15e
Second Division
- 1950 5e
Second Division
- 1951 5e
Second Division
- 1952 6e
Second Division
- 1953 10e
Second Division
- 1954 10e
Second Division
- 1955 4e
Second Division
- 1956 2e
Second Division
- 1957 8e
First Division
- 1958 17e
First Division
- 1959 15e
First Division
- 1960 21e
First Division
- 1961 14e
Second Division
- 1962 19e
Second Division
- 1963 5e
Second Division
- 1964 1e
Second Division
- 1965 2e
First Division
- 1966 2e
First Division
- 1967 4e
First Division
- 1968 4e
First Division
- 1969 1e
First Division
- 1970 2e
First Division
- 1971 2e
First Division
- 1972 2e
First Division
- 1973 3e
First Division
- 1974 1e
First Division
- 1975 9e
First Division
- 1976 5e
First Division
- 1977 10e
First Division
- 1978 9e
First Division
- 1979 5e
First Division
- 1980 11e
First Division
- 1981 9e
First Division
- 1982 20e
First Division
- 1983 8e
Second Division
- 1984 10e
Second Division
- 1985 7e
Second Division
- 1986 14e
Second Division
- 1987 4e
Second Division
- 1988 7e
Second Division
- 1989 10e
Second Division
- 1990 1e
Second Division
- 1991 4e
First Division
- 1992 1e
First Division
- 1993 17e
Premier League
- 1994 5e
Premier League
- 1995 5e
Premier League
- 1996 13e
Premier League
- 1997 11e
Premier League
- 1998 5e
Premier League
- 1999 4e
Premier League
- 2000 3e
Premier League
- 2001 4e
Premier League
- 2002 5e
Premier League
- 2003 15e
Premier League
- 2004 19e
Premier League
- 2005 14e
Championship
- 2006 5e
Championship
- 2007 24e
Championship
- 2008 5e
League One
- 2009 4e
League One
- 2010 2e
League One
- 2011 7e
Championship
- 2012 14e
Championship
- 2013 13e
Championship
- 2014 15e
Championship
- 2015 15e
Championship
- 2016 13e
Championship
- 2017 7e
Championship
- 2018 13e
Championship
- 2019 3e
Championship
- 2020 1e
Championship
- 2021 9e
Premier League
- 2022 17e
Premier League
- 2023 19e
Premier League
- 2024 3e
Championship
- 2025 1e
Championship

- First Division
- Second Division
- Premier League
- Championship
- League One

ⓘ In 1992 invoering van de Premier League en opheffing van de Fourth Division; in 2004 opheffing van de First, Second en Third Division.

### Seizoensresultaten sinds 1981
| 1980–1981 | 9  | 22 | First Division  | 42 | 17 | 10 | 15 | 39–47 | 44  | 21.377 |
| 1981–1982 | 20 | 22 | First Division  | 42 | 10 | 12 | 20 | 39–61 | 42  | 22.109 |
| 1982–1983 | 8  | 22 | Second Division | 42 | 13 | 21 | 8  | 51–46 | 60  | 15.994 |
| 1983–1984 | 10 | 22 | Second Division | 42 | 16 | 12 | 14 | 55–56 | 60  | 15.493 |
| 1984–1985 | 7  | 22 | Second Division | 42 | 19 | 12 | 11 | 66–43 | 69  | 15.161 |
| 1985–1986 | 14 | 22 | Second Division | 42 | 15 | 8  | 19 | 56–72 | 53  | 13.259 |
| 1986–1987 | 4  | 22 | Second Division | 42 | 19 | 11 | 12 | 58–44 | 68  | 17.612 |
| 1987–1988 | 7  | 23 | Second Division | 44 | 19 | 12 | 13 | 61–51 | 69  | 20.272 |
| 1988–1989 | 10 | 24 | Second Division | 46 | 17 | 16 | 13 | 59–50 | 67  | 21.811 |
| 1989–1990 | 1  | 24 | Second Division | 46 | 24 | 13 | 9  | 79–52 | 85  | 28.568 |
| 1990–1991 | 4  | 20 | First Division  | 38 | 19 | 7  | 12 | 65–47 | 64  | 29.312 |
| 1991–1992 |    | 20 | First Division  | 42 | 22 | 16 | 4  | 74–37 | 82  | 29.459 |
| 1992–1993 | 17 | 22 | Premier League  | 42 | 12 | 15 | 15 | 57–62 | 51  | 29.250 |
| 1993–1994 | 5  | 22 | Premier League  | 42 | 18 | 16 | 8  | 65–39 | 70  | 34.493 |
| 1994–1995 | 5  | 22 | Premier League  | 42 | 20 | 13 | 9  | 59–38 | 73  | 32.925 |
| 1995–1996 | 13 | 22 | Premier League  | 38 | 12 | 7  | 19 | 40–57 | 43  | 32.578 |
| 1996–1997 | 11 | 22 | Premier League  | 38 | 11 | 13 | 14 | 28–38 | 46  | 32.109 |
| 1997–1998 | 5  | 20 | Premier League  | 38 | 17 | 8  | 13 | 57–46 | 59  | 34.725 |
| 1998–1999 | 4  | 20 | Premier League  | 38 | 18 | 13 | 7  | 62–34 | 67  | 35.773 |
| 1999–2000 | 3  | 20 | Premier League  | 38 | 21 | 6  | 11 | 58–43 | 69  | 39.155 |
| 2000–2001 | 4  | 20 | Premier League  | 38 | 20 | 8  | 10 | 64–43 | 68  | 38.974 |
| 2001–2002 | 5  | 20 | Premier League  | 38 | 18 | 12 | 8  | 53–37 | 66  | 39.752 |
| 2002–2003 | 15 | 20 | Premier League  | 38 | 14 | 5  | 19 | 58–57 | 47  | 39.120 |
| 2003–2004 | 19 | 20 | Premier League  | 38 | 8  | 9  | 21 | 40–79 | 33  | 36.666 |
| 2004–2005 | 14 | 24 | Championship    | 46 | 14 | 18 | 14 | 49–52 | 60  | 29.207 |
| 2005–2006 | 5  | 24 | Championship    | 46 | 21 | 15 | 10 | 57–38 | 78  | 22.355 |
| 2006–2007 | 24 | 24 | Championship    | 46 | 13 | 7  | 26 | 46–72 | 36  | 21.613 |
| 2007–2008 | 5  | 24 | League One      | 46 | 27 | 10 | 9  | 72–38 | 76  | 26.546 |
| 2008–2009 | 4  | 24 | League One      | 46 | 26 | 6  | 14 | 77–49 | 84  | 23.813 |
| 2009–2010 | 2  | 24 | League One      | 46 | 25 | 11 | 10 | 77–44 | 86  | 24.818 |
| 2010–2011 | 7  | 24 | Championship    | 46 | 19 | 15 | 12 | 81–70 | 72  | 27.299 |
| 2011–2012 | 14 | 24 | Championship    | 46 | 17 | 10 | 19 | 65–68 | 61  | 23.283 |
| 2012–2013 | 13 | 24 | Championship    | 46 | 17 | 10 | 19 | 57–66 | 61  | 21.572 |
| 2013–2014 | 15 | 24 | Championship    | 46 | 16 | 9  | 21 | 59–67 | 57  | 25.088 |
| 2014–2015 | 15 | 24 | Championship    | 46 | 15 | 11 | 20 | 50–61 | 56  | 24.052 |
| 2015–2016 | 13 | 24 | Championship    | 46 | 14 | 17 | 15 | 50–58 | 59  | 22.446 |
| 2016-2017 | 7  | 24 | Championship    | 46 | 22 | 9  | 15 | 61–47 | 75  | 27.698 |
| 2017-2018 | 13 | 24 | Championship    | 46 | 17 | 9  | 20 | 59–64 | 60  | 31.521 |
| 2018-2019 | 3  | 24 | Championship    | 46 | 25 | 8  | 13 | 73–50 | 83  | 34.033 |
| 2019-2020 | 1  | 24 | Championship    | 46 | 28 | 9  | 9  | 77–35 | 93  | 27.643 |
| 2020-2021 | 9  | 20 | Premier League  | 38 | 18 | 5  | 15 | 62-54 | 59  | --     |
| 2021-2022 | 17 | 20 | Premier League  | 38 | 9  | 11 | 18 | 42-79 | 48  |        |
| 2022-2023 | 19 | 20 | Premier League  | 38 | 7  | 10 | 21 | 48-78 | 31  |        |
| 2023-2024 | 3  | 24 | Championship    | 46 | 27 | 9  | 10 | 81–43 | 90  | 35.989 |
| 2024-2025 | 1  | 24 | Championship    | 46 | 29 | 13 | 4  | 95-30 | 100 |        |

### In Europa
Leeds United speelt sinds 1965 in diverse Europese competities. Hieronder staan de competities en in welke seizoenen de club deelnam. De edities die Leeds heeft gewonnen zijn dik gedrukt:
- Champions League (2x)

1992/93, 2000/01
- Europacup I (2x)

1969/70, 1974/75
- Europa League

-
- Europacup II (1x)

1972/73
- UEFA Cup (8x)

1971/72, 1973/74, 1979/80, 1995/96, 1998/99, 1999/00, 2001/02, 2002/03
- Jaarbeursstedenbeker (5x)

1965/66, 1966/67, 1967/68, 1968/69, 1970/71

## Bekende (oud-)Whites

### Spelers
- Vurnon Anita
- Patrick Bamford
- Lee Bowyer
- Billy Bremner
- Dominic Calvert-Lewin
- Éric Cantona
- Rio Ferdinand
- Robbie Fowler
- Jack Harrison
- Jimmy Floyd Hasselbaink
- Daniel James
- Robbie Keane
- Harry Kewell
- Mateusz Klich
- Robin Koch
- Rasmus Kristensen
- Aaron Lennon
- Diego Llorente
- Gary McAllister
- James Milner
- Raphinha
- Don Revie
- Paul Robinson
- Rodrigo
- Ian Rush
- Lee Sharpe
- Alan Smith
- Robert Snodgrass
- Gary Speed
- Gordon Strachan
- Pascal Struijk
- Crysencio Summerville
- Mark de Vries
- Jonathan Woodgate

### Trainers
- Sam Allardyce
- Marcelo Bielsa
- Billy Bremner
- Thomas Christiansen
- Brian Clough
- Daniel Farke
- Javi Gracia
- Simon Grayson
- Jesse Marsch
- Garry Monk
- David O'Leary
- Don Revie
- Neil Warnock
- Howard Wilkinson